# Folketing

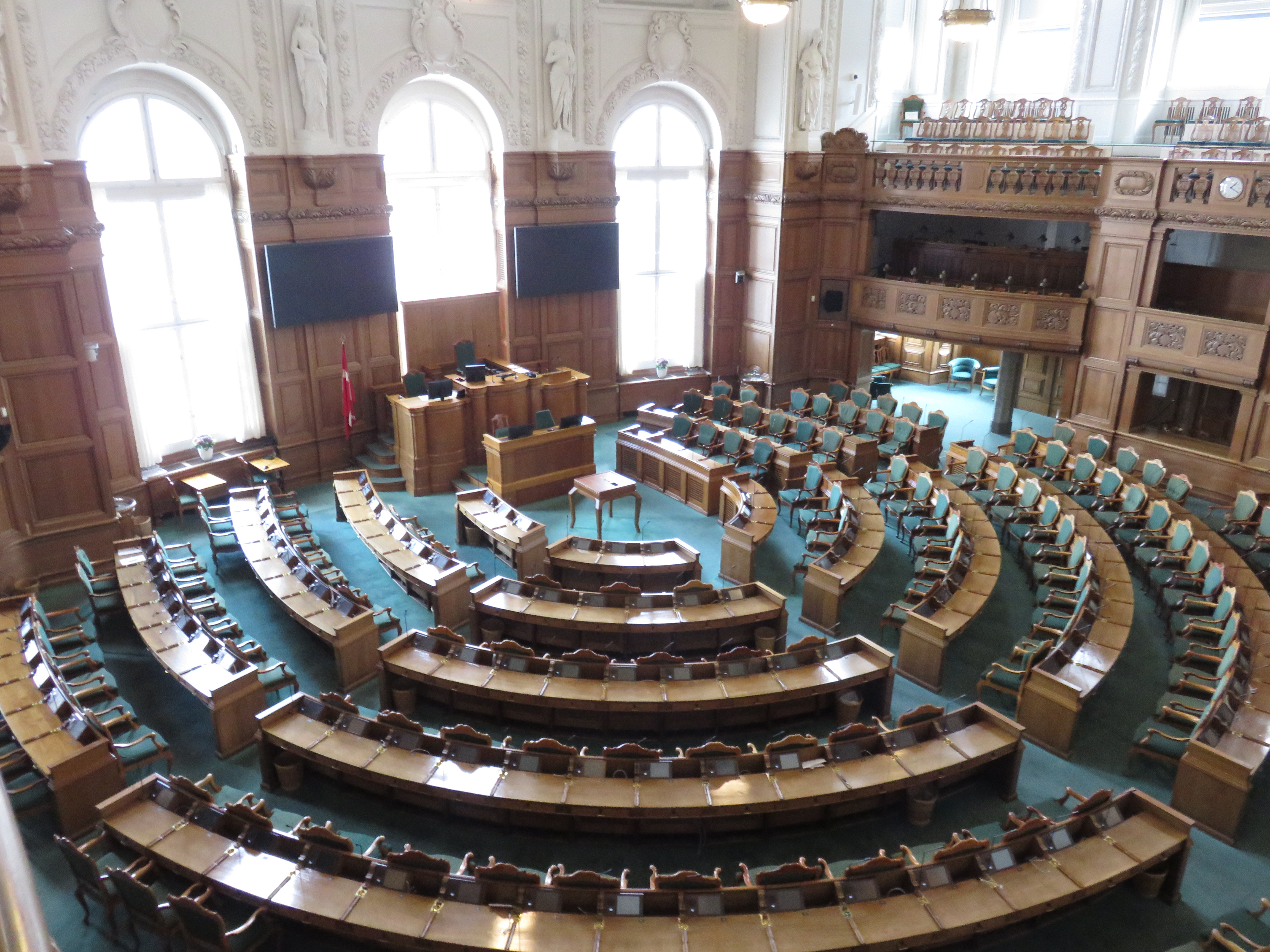
L’emiciclo parlamentare

Il Folketing (in danese: Folketinget, pronunciato /'fɔlgəˌtʰeŋˤ/, "l'assemblea del popolo"), meglio noto come Parlamento Danese, è l'assemblea legislativa monocamerale del Regno di Danimarca. Fondato nel 1849, fino al 1953 il Folketing era la camera bassa di un parlamento bicamerale, chiamato Rigsdag; la camera alta era il Landsting. Si riunisce nel Palazzo di Christiansborg, nell'isola di Slotsholmen, nel centro di Copenaghen.
Il Folketing approva tutte le leggi, approva il gabinetto e supervisiona il lavoro del governo. Inoltre, è responsabile dell'adozione dei bilanci statali e dell'approvazione dei conti dello stato e, come stabilito dalla Costituzione Danese, condivide il potere con il monarca regnante. Nella pratica, tuttavia, il ruolo del monarca è limitato alla firma delle leggi approvate dal parlamento.
Il Folketing è composto da 179 rappresentanti: 175 della Danimarca, 2 della Groenlandia e altri 2 delle Isole Faroe. Le elezioni generali devono tenersi ogni quattro anni, ma è comunque nei poteri del Ministro di Stato quello di poter chiedere al monarca di indire nuove elezioni prima della scadenza del termine. Per mezzo della mozione di sfiducia, il Folketing può costringere un singolo ministro o l'intero governo a dimettersi.
I membri sono eletti democraticamente tramite rappresentazione proporzionale: 135 nei distretti con il metodo D'Hondt e 40 seggi compensativi. Il sistema politico danese ha tradizionalmente generato coalizioni. La maggior parte dei governi del dopoguerra sono stati supportati da coalizioni di partiti minoritari, che governano con l'appoggio di partiti non governativi.

## Storia
Dal 1849 al 1953 il Folketing era una delle due camere del parlamento bicamerale chiamato Rigsdag; l'altra camera era chiamata Landsting. Dal momento che entrambe le camere, originariamente, avevano uguali poteri, i termini di "camera alta" e "camera bassa" non erano generalmente usati. La differenza tra le due camere stava tra la diversa rappresentanza degli elettori.
Il Folketing era eletto tramite voto popolare degli uomini, principalmente agricoltori, commercianti, mercanti, nonché facenti parte delle classi istruite. Tra il 1866 e il 1915 il diritto di voto per il Landsting era ristretto alle classi più agiate, e alcuni dei suoi membri erano nominati dal monarca, con una conseguente predominanza di nobili terrieri e di altri conservatori. Dal 1915 sia gli uomini che le donne ottennero il diritto di voto per entrambe le camere, anche il Landsting era eletto tramite voto popolare, sebbene indirettamente e con un limite di età superiore a quello del Folketing. Durante i decenni successivi, le operazioni legislative prendevano luogo principalmente nel Folketing e il Landsting finì con l'essere considerato un superfluo passacarte.
Nel 1953 venne adottata una nuova costituzione, che prevedeva l'eliminazione del Landsting e l'introduzione di un parlamento unicamerale chiamato Folketing. Il Palazzo di Christiansborg, situato nel centro di Copenaghen, è il luogo dove si riunisce il parlamento dal 1849.
Ottenere la rappresentanza in parlamento richiede almeno il 2% dei voti. Con una soglia di sbarramento così bassa un gran numero di partiti vengono rappresentati in parlamento, rendendo molto difficile, ad un solo partito, l'ottenimento dei 90 seggi necessari per una maggioranza. Nessun partito è riuscito ad ottenere un simile risultato dal 1901. Da allora, tutti i governi danesi sono stati coalizioni o governi di minoranza a partito unico. Per questo motivo, da molto tempo, una disposizione costituzionale consente ad un governo di entrare in carica senza aver ottenuto la fiducia e rimanere in carica fintanto che non perde un voto di sfiducia da parte del parlamento. Una delle conseguenze è che, a differenza della maggior parte degli altri sistemi parlamentari, un governo danese non può mai essere sicuro riguardo l'approvazione del proprio programma legislativo, ma deve riunire una maggioranza per ogni singolo atto legislativo.

## Requisiti costituzionali

### Composizione dei membri
- Il Folketing consiste in 179 membri eletti per un periodo di quattro anni o fino all'indizione di nuove elezioni da parte del Ministro di Stato. 175 membri sono eletti in Danimarca, mentre la Groenlandia e le Isole Faroe eleggono ciascuna due membri separatamente.
- La costituzione non menziona affatto i partiti politici, differentemente dalla legge elettorale, di fatto i deputati sono quasi sempre eletti in un partito. I requisiti per presentarsi come candidato indipendente sono molto meno stringenti che per un nuovo partito (firme di 150 elettori), ma gli indipendenti possono presentarsi in un solo distretto, rendendo molto difficile ottenere il numero necessario di voti per l'ottenimento di un seggio.

### Sistema elettorale
- La Costituzione prevede che "vengano rappresentate in modo equo le varie opinioni dell'elettorato" e che sia garantita la rappresentanza regionale. La legge elettorale stabilisce i seguenti dettagli (per i seggi della Danimarca): 135 seggi sono eletti tramite rappresentanza proporzionale in 10 distretti e 40 seggi supplementari sono assegnati per differenziare tra il voto distrettuale e quello nazionale. I 135 seggi sono distribuiti ai partiti con il metodo D'Hondt del sistema di rappresentanza proporzionale del sistema dei partiti di lista e i 40 seggi supplementari tramite il metodo Sainte-Lagüe. Ciascun partito può scegliere tra una numerosi metodi per distribuire i seggi ottenuti tra i candidati di quel partito.
- Il risultato è una rappresentazione proporzionale; tuttavia, in rari casi, i partiti più grandi possono guadagnare uno o due seggi in più dai partiti più piccoli.
- L'elettore può votare per un partito di lista, uno dei candidati nella lista di un partito o un candidato indipendente.
- I partiti (di solito le assemblee distrettuali dei partiti) decidono in merito alla nomina dei candidati prima delle elezioni. Quando viene assegnata la nomina, i candidati vengono eletti in base ai voti personali ottenuti. Quando viene assegnato un ordine di priorità, solo un numero estremo di voti personali può cambiare l'ordine.
- I partiti devono, o superare la soglia di sbarramento, il 2% del voto nazionale, o ottenere un seggio distrettuale per ottenere dei seggi supplementari. Sebbene sia molto raro, è possibile che un partito ottenga un seggio distrettuale senza ottenere il 2% dei voti nazionali. Esiste anche una terza regola che consente a un partito di essere rappresentato, se dispone di voti sufficienti in due delle tre aree in cui è suddiviso il Paese. Nessun partito ha mai rispettato questa regola senza ottenere il 2% dei voti nazionali.
- Per potersi candidare alle elezioni, i partiti che attualmente non sono rappresentati in Parlamento devono raccogliere certificati di sostegno da circa 20.000 elettori (il numero di voti validi espressi in Danimarca proprio alle ultime elezioni, diviso per 175, l'equivalente di un seggio; dopo le elezioni del 2019 il numero richiesto è di 20.170).

### Requisiti degli elettori
- La Danimarca stabilisce il suffragio universale per tutti i cittadini di età superiore ai 18 anni, che vivono nel regno e che non sono stati dichiarati incapaci di gestire i propri affari. La Costituzione consente la limitazione del diritto di voto per i criminali condannati e le persone che godono di prestazioni sociali, ma questa opzione non viene utilizzata da diversi decenni.
- Tutti gli elettori che non sono stati condannati per atti criminali, che li rendano indegni di un seggio in parlamento, sono eleggibili. Il Folketing decide se un membro è eleggibile o meno (dopo la sua elezione).

### Privilegi dei parlamentari
- I membri godono dell'immunità parlamentare, il che significa che nessuna accusa penale può essere mossa nei confronti di un parlamentare, a meno che non venga colto in flagrante, a condizione che il Folketing non ne revochi l'immunità. Lo scopo è prevenire la persecuzione politica. Nella realtà, il Folketing ha sempre revocato l'immunità quando un membro è stato accusato di un crimine, di solito con il consenso dello stesso membro accusato.[5]
- I dibattiti parlamentari possono essere condotti a porte chiuse, anche se ciò non avviene dal 9 aprile 1940, giorno dell'invasione tedesca nella Seconda Guerra Mondiale.

### Ministri
- I ministri possono avere un seggio in parlamento, sebbene non sia necessario. I giudici della Corte Suprema, secondo la convenzione, non possono avere un seggio mantenendo il loro ruolo di giudici.
- I ministri possono, anche se non sono parlamentari, richiedere di parlare in parlamento quando vogliono.

### Legiferazione
- I disegni di legge possono essere presentati in parlamento dai membri (disegno di legge di un membro privato) e dai ministri. I disegni di legge vengono presentati principalmente in parlamento dai ministri, perché dispongono dell'ufficio legale del Ministero della Giustizia. Invece di presentare un disegno di legge privato, l'opposizione di solito presenta una proposta di decisione parlamentare, vale a dire una breve risoluzione che affronta l'argomento e dirige il ministro competente a proporre un disegno di legge al riguardo.

## Formazione del parlamento
I 179 membri del Folketing sono eletti direttamente per un mandato di quattro anni, salvo richiesta di elezioni anticipate. Tutti i cittadini danesi di età pari o superiore ai 18 anni possono votare alle elezioni parlamentari, che si svolgono a scrutinio segreto. I seggi del Folketing vengono assegnati tra i vari partiti tramite il metodo D'Hondt per la rappresentazione proporzionale dei partiti di lista. Un partito o una coalizione devono superare la soglia di sbarramento del 2% dei voti totali per poter ottenere un seggio.

### Governi di coalizione
Il sistema politico danese è caratterizzato da una fusione di poteri, con il governo composto da membri del Folketing. La Danimarca è governata da un Gabinetto e da un Ministro di Stato al comando della maggioranza in parlamento. Al fine di comandare la maggioranza e approvare le leggi, il Ministro di Stato deve stringere alleanze con partiti al di fuori del governo, così come avviene tra più partiti in un governo di coalizione.
Durante il suo primo Governo, Lars Løkke Rasmussen, guidò un governo di minoranza di centrodestra composto dal Partito Liberale (Venstre) e dal Partito Popolare Conservatore. Questo governo di coalizione ha lavorato con il regolare sostegno parlamentare del Partito Popolare Danese e ha spesso ottenuto i 90 seggi necessari per la maggioranza attraverso negoziazioni con l'unico parlamentare dei Democratici Cristiani, Ørum-Jørgensen, o un altro parlamentare indipendente, Christmas Møller, entrambi eletti nel 2007 come membri conservatori, per poi lasciare il partito.
Dalle elezioni del 2007, l'Alleanza Liberale (in precedenza Nuova Alleanza) ha acquistato molto consenso nei sondaggi, e dall'inizio del 2010 la coalizione di governo non è stata in grado di ottenere una maggioranza nei sondaggi senza l'appoggio dell'Alleanza Liberale. La continua ascesa nei sondaggi, dell'Alleanza Liberale, è in parte il risultato della crisi interna al Partito Popolare Conservatore, sotto il comando di Lene Espersen, e del continuo dibattito sulla mancanza di una "vera" ideologia liberale/conservatrice nella politica del governo.
A seguito delle elezioni del 2015, Thorning-Schmidt è stata sostituita, come Ministro di Stato, dal suo predecessore, Lars Løkke Rasmussen. Fino al 28 novembre 2016, ha guidato un governo costituito solo da Venstre, una situazione molto insolita nella politica danese.

## Presidente
Il presidente del parlamento danese (in danese: Formand), è colui che determina quali membri del Folketing possono parlare ed è responsabile del mantenimento dell'ordine durante i dibattiti. La posizione fu creata nel 1850 e il titolare inaugurale di questo ruolo era Carl Christoffer Georg Andræ. L'attuale presidente è Søren Gade Jensen di Venstre. Il presidente e i quattro vicepresidenti sono eletti dai deputati all'apertura del parlamento dopo ciascuna elezione parlamentare, andando a formare la suprema autorità nel parlamento, il Presidio (in danese: Præsidium).
| Posizione         | Membro            | Partito            |
| ----------------- | ----------------- | ------------------ |
| Presidente        | Søren Gade Jensen | Venstre            |
| 1º Vicepresidente | Leif Lahn         | Socialdemocratici  |
| 2º Vicepresidente | Jeppe Søe         | Moderati           |
| 3º Vicepresidente | Karsten Hønge     | Rosso-Verdi        |
| 4º Vicepresidente | Karina Adsbøl     | Democratici Danesi |